# Chrysolina latecincta
Chrysolina latecincta är en skalbaggsart som först beskrevs av Demaison 1896.  Chrysolina latecincta ingår i släktet Chrysolina, och familjen bladbaggar. Arten har ej påträffats i Sverige.